# 立憲政体の詔書

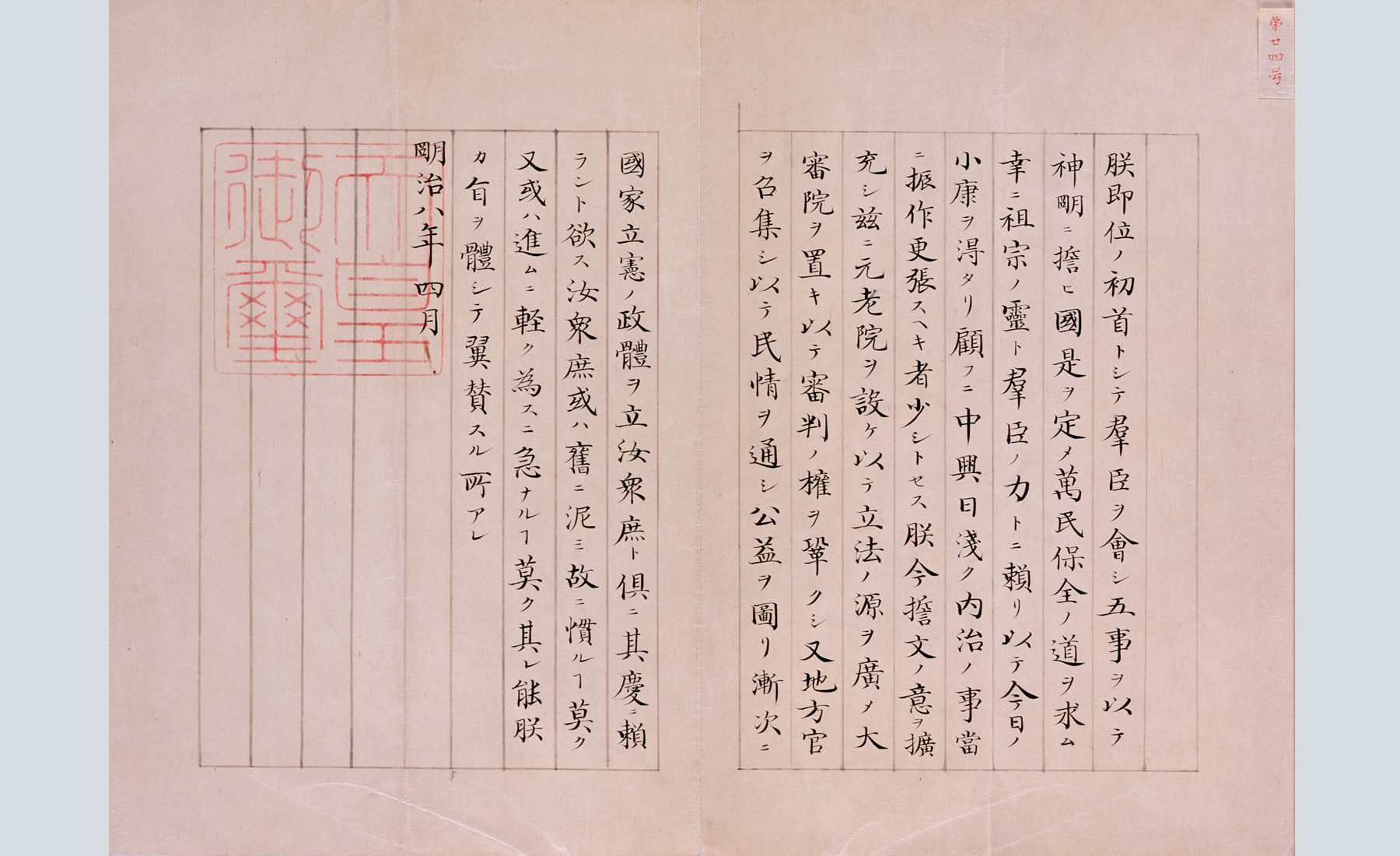
立憲政体の詔書（国立公文書館所蔵）

立憲政体の詔書（りっけんせいたいのしょうしょ、旧字体：立憲󠄁政體ノ詔書、明治8年4月14日太政官第58号布告）は、1875年（明治8年）4月14日に明治天皇が発した詔書。明治8年太政官布告第58号により布告された。五箇条の御誓文の趣旨を拡充して、元老院・大審院・地方官会議を設置し、段階的に立憲政体を立てることを宣言した。御誓文ノ趣旨ニ基ク立憲政體樹立ニ關スル詔書、元老院、大審院、地方官会議ヲ設置シ漸次立憲政体樹立ノ詔勅、漸次立憲政体樹立の詔勅、元老大審二院を置くの詔などとも呼ばれる。

## 沿革
1875年（明治8年）1月から2月にかけて、明治政府の大久保利通・伊藤博文と、在野の木戸孝允・板垣退助・井上馨らとの間で、大阪会議が開催され、合意が成立して政治体制の改革と木戸・板垣の政府復帰が約束された。

### 草案
木戸・板垣は同年3月、参議に復帰し、大久保・伊藤とともに大阪会議の合意事項に基づいた政体改革案「立憲政体の御布告案」を作成し、太政大臣三条実美に提出したと言われている。
ただ現存する草案は太政官公文の用紙に書かれている。内容は詔書と同じく最終行に翼賛の語が使用されており、ただし書きは「詔書御布告案 中村大外史 直に印書局へ付し印刷して 原案は内史本局留むと云う」となっている。
大日本帝国憲法発布記念章叙勲者には中村氏が複数おり、太政官正院の「中村大外史」は、大蔵省出仕の啓蒙思想家で『英国律法要訣』翻訳者の中村正直（1832年生）、あるいは東京裁判所裁判官で後の日本法律学校評議員、大審院部長・刑事局裁判官の中村元嘉（1838年生）、または外務省官僚の中村博愛（1844年生）、または叙勲者ではないが、のちの太政官内閣書記官長で裁判官の中村弘毅（1838年生）などである可能性がある。
この草案は4月14日、明治天皇の詔書の形で「立憲政体の詔書」あるいは「元老院、大審院、地方官会議を設置し漸次立憲政体樹立の詔勅」として発表された。

## 内容
この詔書に表題はなく、法令全書の目次では「立憲政体の詔書」と名付けられている。
以下、詔書の内容を引用する（原典は法令全書。旧字体・カタカナで句読点・濁点なし）。